# جوليان باتل
جوليان باتل (بالإنجليزية: Julian Battle)‏ هو لاعب كرة قدم أمريكية ولاعب كرة قدم كندية أمريكي، ولد في 11 يوليو 1981 في رويال بالم بيتش في الولايات المتحدة.